# So Far, So Good... So What!
So Far, So Good... So What! er det tredje studiealbum fra det amerikanske thrash metal-band Megadeth. Det blev udgivet af Capitol Records i 1988. En remikset og remastered udgave med flere bonusnumre blev udgivet i 2004. Det er bandets eneste album indspillet med Chuck Behler og Jeff Young.
"In My Darkest Hour" blev skrevet af Dave Mustaine kort efter hans tidligere Metallica-bandkollega Cliff Burton's død, og Mustaine har dedikeret sangen til ham.
"Anarchy in the U.K." er en coverversion af en Sex Pistols-sang med forkert sangtekst. Sex Pistols-guitarist Steve Jones optrådte med Megadeth på nummeret.

## Spor
1. "Into the Lungs of Hell" [Instrumental] (Dave Mustaine) – 3:22
2. "Set the World Afire" (Mustaine) – 5:48
3. "Anarchy in the U.K." (Sex Pistols-cover) (Johnny Rotten, Steve Jones, Glen Matlock, Paul Cook)  – 3:01
4. "Mary Jane" (Mustaine, David Ellefson) – 4:25
5. "502" (Mustaine) – 3:29
6. "In My Darkest Hour" (Mustaine, Ellefson) – 6:26
7. "Liar" (Mustaine, Ellefson) – 3:20
8. "Hook in Mouth" (Mustaine, Ellefson) – 4:39

### Bonusspor på genudgivelsen
1. "Into the Lungs of Hell] (Paul Lani Mix)" (Mustaine) – 3:31
2. "Set the World Afire (Paul Lani Mix)" (Mustaine) – 5:52
3. "Mary Jane (Paul Lani Mix)" (Mustaine, Ellefson) – 4:08
4. "In My Darkest Hour (Paul Lani Mix)" (Mustaine, Ellefson) – 6:11

## Hitlisteplaceringer
| År   | Hitliste          | Placering |
| ---- | ----------------- | --------- |
| 1988 | The Billboard 200 | 28        |